# Часорски поток
Часорски поток је водени ток на Фрушкој гори, улива се Ширајску бару, на десној обали Дунавца који је адом Мачков пруд одвојен од Дунава. Дужине је 11,3km и површине слива 6,2km².
Извире на северним падинама Фрушке горе на 240 м.н.в.. Тече у правцу севера и између Беочина и Новог Раковца улива у Ширајску бару. Амплитуде протицаја крећу се од 0,2 л/с до 19 m³/с. У доњем делу слива, на левој долинској страни, на развођу ка Козарском потоку налази се површински коп лапорца „Бело брдо”.